# فريدريك في. ماكنير جونيور
فريدريك في. ماكنير جونيور (بالإنجليزية: Frederick V. McNair, Jr.) هو ضابط أمريكي، ولد في 13 مارس 1882 في ماريلند في الولايات المتحدة، وتوفي في 2 سبتمبر 1962.